# 亚历山大·涅夫斯基
亚历山大·涅夫斯基（Александр Невский，1221年5月13日—1263年11月14日），原名亚历山大·雅罗斯拉维奇（Александр Ярославич），古代罗斯的统帅和政治家，為诺夫哥罗德公国大公（1236年－1252年，1257年－1259年），1246年起成为基辅大公，1252年起成为弗拉基米尔大公。
亚历山大·涅夫斯基是弗拉基米尔大公雅罗斯拉夫二世·弗谢沃洛多维奇的儿子。1236年，他被选为诺夫哥罗德大公。他与瑞典侵略者和德意志条顿骑士团的斗争，使今俄罗斯的西北部地区免于被西方天主教国家征服。 
1240年瑞典人在伊若拉河流入涅瓦河的河口地带登陆入侵俄罗斯。亚历山大·涅夫斯基率领的诺夫哥罗德人与当地的拉多加人，于1240年7月15日在涅瓦河畔、现在的圣彼得堡附近击溃了瑞典军队。他因而得到称号：“涅夫斯基”（意即“涅瓦河的”）。在这次胜利后不久，亚历山大·涅夫斯基被贵族赶出诺夫哥罗德。1241年，由于条顿骑士团的入侵，亚历山大·涅夫斯基被诺夫哥罗德人请回。他率领诺夫哥罗德军队抵抗骑士团。1242年4月5日，亚历山大·涅夫斯基在距爱沙尼亚边境附近的楚德湖冰面上决定性地击败了条顿骑士团。这一战常被称作“冰上之战”。
当蒙古人势不可挡的骑兵蹂躏并征服了俄罗斯之后，亚历山大·涅夫斯基巧妙地与他们周旋。亚历山大·涅夫斯基没有接受罗马教皇与蒙古侵略者血战到底的建议，因为他知道在那个时代与蒙古人作正面对抗不可能获胜。亚历山大·涅夫斯基开始扮演蒙古人建立的金帐汗国与俄罗斯各公国之间的调解人的角色，並借用蒙古代理人的身份鎮壓各地貴族與平民。1246年，金帐汗封他为基辅大公。1252年，亚历山大·涅夫斯基被金帐汗封为弗拉基米尔大公，取代了他的兄弟安德烈·雅罗斯拉维奇。1259年，他镇压了诺夫哥罗德人的起义，因爲他強迫诺夫哥罗德市民向蒙古人進貢。1263年，亚历山大·涅夫斯基从金帐汗国返回诺夫哥罗德途中于戈罗杰茨去世。

## 死后
他的遗骨后来被彼得大帝下令移至圣彼得堡。俄罗斯东正教会封亚历山大·涅夫斯基为一位圣徒，纪念他的节日为9月12日。
苏德战争爆发后的1942年7月29日，为了鼓舞全国军民的士气，斯大林宣布亚历山大·涅夫斯基为民族英雄。苏联政府随后又设立了亚历山大·涅夫斯基勋章。2008年，俄罗斯国家电视台举行了一次“最伟大的俄罗斯人”的评选活动，结果涅夫斯基名列首位，获得了“最伟大的俄罗斯人”称号。
俄羅斯海軍將北风之神级核潜艇第二艘命名為亚历山大·涅夫斯基号核潜艇。
俄罗斯、爱沙尼亚、格鲁吉亚、保加利亚、中國武漢都建有以他的名字命名的亚历山大·涅夫斯基大教堂。
1938年，苏联导演谢尔盖·米哈依洛维奇·爱森斯坦曾拍摄了电影《亚历山大·涅夫斯基》。

## 资料来源
1. ↑  V.A. Kuchkin.  [About the Birthdate of Alexander Nevsky]. Вопросы истории [Questions of History]. 1986, (2): 174–176. （原始内容存档于22 February 2015） （俄语）.
2. ↑  .   [2012-11-04]. （原始内容存档于2012-05-04）.
3. ↑  . Rusnavy.com. 2004-03-19  [2012-01-01]. （原始内容存档于2012-02-04）.

- 苏联历史百科全书·人物卷，1961~1973

| 亚历山大·涅夫斯基 留里克王朝出生于：1220年?逝世於：1263年11月14日 | 亚历山大·涅夫斯基 留里克王朝出生于：1220年?逝世於：1263年11月14日 | 亚历山大·涅夫斯基 留里克王朝出生于：1220年?逝世於：1263年11月14日 |
| 統治者頭銜                                                        | 統治者頭銜                                                        | 統治者頭銜                                                        |
| ----------------------------------------------------------------- | ----------------------------------------------------------------- | ----------------------------------------------------------------- |
| 前任： 雅羅斯拉夫二世                                             | 諾夫哥羅德王公 1236年－1252年，有間斷                             | 繼任： 瓦西里·亞歷山德羅維奇                                      |
| 前任： 雅羅斯拉夫二世                                             | 基輔大公 1246年－1263年                                           | 繼任： 伊凡一世                                                   |
| 前任： 瓦西里·亞歷山德羅維奇                                      | 諾夫哥羅德王公 1257年－1259年                                     | 繼任： 德米特里·亞歷山德羅維奇                                    |
| 前任： 安德烈·雅羅斯拉維奇                                        | 弗拉基米爾大公 1252年－1263年                                     | 繼任： 雅羅斯拉夫·雅羅斯拉維奇                                    |